# Kertschütz
Kertschütz ist ein Ortsteil von Göllnitz im ostthüringischen Altenburger Land.

## Geografie
Kertschütz liegt an der Kreisstraße 522, einer Nebenstrecke der L 1361 (Schmölln–Meuselwitz), die ebenfalls die L 1362 (Altenburg–Gera) schneidet. Die Kreisstadt Altenburg liegt östlich in 12 km Entfernung. Schmölln liegt 7 km südlich, Meuselwitz 15 km nördlich und Gera 23 km westlich entfernt. In Kertschütz entspringt der Schwanditzbach, ein Zufluss der Blauen Flut.
Der Ort liegt inmitten von Feldern ohne ausgedehnte Waldflächen. Angrenzende Orte sind im Uhrzeigersinn nördlich Zschöpperitz als Ortsteil von Göllnitz, östlich Göllnitz und Großtauschwitz sowie im Süden Gimmel, beide als Ortsteile von Schmölln. Im Westen liegt Meucha als Ortsteil von Dobitschen.

## Geschichte
Erstmals urkundlich erwähnt wurde der Ort am 24. September 1140. Kertschütz ist eine alte sorbische Rundlingssiedlung. Der Ort gehörte zum wettinischen Amt Altenburg, welches ab dem 16. Jahrhundert aufgrund mehrerer Teilungen im Lauf seines Bestehens unter der Hoheit folgender Ernestinischer Herzogtümer stand: Herzogtum Sachsen (1554 bis 1572), Herzogtum Sachsen-Weimar (1572 bis 1603), Herzogtum Sachsen-Altenburg (1603 bis 1672), Herzogtum Sachsen-Gotha-Altenburg (1672 bis 1826). Bei der Neuordnung der Ernestinischen Herzogtümer im Jahr 1826 kam der Ort wiederum zum Herzogtum Sachsen-Altenburg.
Nach der Verwaltungsreform im Herzogtum gehörte Kertschütz bezüglich der Verwaltung zum Ostkreis (bis 1900) bzw. zum Landratsamt Altenburg (ab 1900). Das Dorf gehörte ab 1918 zum Freistaat Sachsen-Altenburg, der 1920 im Land Thüringen aufging. 1922 kam es zum Landkreis Altenburg. Im Jahr 1933 hatte der Ort 140 Einwohner.
Kertschütz wurde am 1. Juli 1950 nach Göllnitz eingemeindet. Bei der zweiten Kreisreform in der DDR wurden 1952 die bestehenden Länder aufgelöst und die Landkreise neu zugeschnitten. Somit kam Kertschütz als Ortsteil der Gemeinde Göllnitz mit dem Kreis Schmölln an den Bezirk Leipzig, der seit 1990 als Landkreis Schmölln zu Thüringen gehörte und bei der thüringischen Kreisreform 1994 im Landkreis Altenburger Land aufging.